# 10573 Piani
10573 Piani este un asteroid din centura principală de asteroizi.

## Descriere
10573 Piani este un asteroid din centura principală de asteroizi. A fost descoperit pe 29 noiembrie 1994 la observatorul astronomic Santa Lucia din Stroncone. Asteroidul prezintă o orbită caracterizată de o semiaxă mare de 2,45 ua, o excentricitate de 0,16 și o înclinație de 14,9° în raport cu ecliptica.